# 신한호 (성남시의원)
신한호(申漢虎, 1979년 4월 14일~)는 대한민국의 대학 교수 출신의 정치인이었다. 2016년 7월 14일 더불어민주당에 입당한 그는, 2년 후 2018년 6월 13일 지선에서 당선되어, 2019년 12월 5일까지 전직 경기도 제8대 성남시의회 초선 시의원 등을 지낸 이였었다.

## 학력
- 동국대학교 대학원 정책학과 정책학 전공 행정학 박사 과정 수료

## 경력
- 경기 성남시 장애인 체육회 감사국 국장
- 경기 성남시 장애인 빙상연맹 총재 겸 상무회장
- 경기 성남시 수정구 청소년 수련관 자문위원회 자문위원
- 경기 성남시 위례푸른초등학교 운영위원장
- 가천대학교 행정학과 객원교수
- 국민대학교 행정학과 객원교수
- 2016년 7월 14일 더불어민주당 입당
- 제19대 문재인 대통령 후보 청년특보
- 더불어민주당 정책위원회 부의장
- 더불어민주당 전국청년위원회 부위원장
- 더불어민주당 민주정책연구원 청년정책연구소 연구위원회 연구위원
- 2018.07 ~ 2019.12 제8대 경기도 성남시의회 의원
- 2018.07 ~ 2019.12 제8대 경기도 성남시의회 전반기 예산결산특별위원회 위원
- 2018.07 ~ 2019.12 제8대 경기도 성남시의회 전반기 문화복지위원회 위원
- 2018.10 ~ 2018.10 제8대 경기도 성남시의회 문화복지위원회 행정사무감사 위원
- 2019.06 ~ 2019.06 제8대 경기도 성남시의회 문화복지위원회 행정사무감사 위원

## 논란
더불어민주당 신한호 경기 성남 시의원은 2019년 12월 4일, 지난 2006년부터 불륜 관계에 있던 내연녀를 2009년까지 3년 동안 성폭행, 감금 및 폭행하였다는 폭로 및 내용으로써 고소 조치 처분되었다. 해당 시의원은 결국 다음날 더불어민주당에 탈당계를, 그리고 경기도의 성남시의회에 사직서를 모두 제출하였다. 민주당에서 탈당계 처리와 동시에 경기 성남시의회에서 사직서가 수리되어 신한호 시의원은, 2019년 12월 5일, 시의회의원 면직 처리됐다.

## 역대 선거 결과
| 실시년도 | 선거      | 대수 | 직책   | 선거구                  | 정당         | 득표수    | 득표율          | 순위 | 당락 | 비고           |
| -------- | --------- | ---- | ------ | ----------------------- | ------------ | --------- | --------------- | ---- | ---- | -------------- |
| 2018년   | 지방 선거 | 8대  | 시의원 | 경기 성남시 (라 선거구) | 더불어민주당 | 17,415 표 | \| \| 37.65% \| | 1위  |      | 초선, 민선 7기 |
|          | 37.65%    |      |        |                         |              |           |                 |      |      |                |